# Горіх (рід)
Горіх (Juglans) — рід дерев родини горіхових (Juglandaceae). Рід налічує понад 20 видів з поширенням у Європі (південь), Північній Африці, Азії (схід, південь, південний захід), Північній Америці, Центральній Америці, Південній Америці (захід і північний захід).

## Морфологічна характеристика
Це листопадне однодомне дерево чи рідше кущ 3–50 метрів заввишки. Кора від світло- до темно-сірого або сіро-коричневого кольору, гладка або розколота на гребені чи пластини. Гілочки пурпурувато-коричневі, міцні, від рідко до густо вкриті залозками й залозистими волосками, на початку сезону з багатопроменевими волосками. Листки зазвичай непарно-, іноді парно-перисті. Листових фрагментів 5–31, сидячі чи майже так, часто ароматні, однакові за розміром або середні листочки найбільші, (2.5)4.3–15(17.5) × 0.8–6.5 см; поверхні зазвичай з не залозистими волосками, залозистими волосками, сидячими залозками та/або лусочками, іноді голі. Тичинкові сережки поодинокі з 2-річних гілочок, сидячі; тичинок 7–50 у квітці, голі або волосисті. Маточкові квітки поодинокі чи в кінцевих китицях. Плоди горіхів укладені в лушпиння, не стиснені; горіхи коричнево-коричневі, гладкі чи ні, каркас товстий. Насіння солодке. x = 16.

## Використання
Juglans є дуже важливим джерелом їстівних горіхів, барвників і деревини для столярних робіт, меблів і для будівництва. Juglans regia широко культивується задля медичних, екологічних і харчових цілей.

## Види
Види згідно з Plants of the World Online і Catalogue of Life:
1. Горіх айлантолистий (Juglans ailanthifolia)
2. Juglans australis
3. Juglans boliviana
4. Juglans californica
5. Горіх сірий (Juglans cinerea L.)
6. Juglans hindsii
7. Juglans hirsuta
8. Juglans hispanica
9. Juglans honorei
10. Juglans hopeiensis
11. Juglans jamaicensis
12. Juglans major
13. Горіх маньчжурський (Juglans mandshurica)
14. Juglans microcarpa
15. Juglans mollis
16. Juglans neotropica
17. Горіх чорний (Juglans nigra L.)
18. Juglans pyriformis
19. Горіх волоський (Juglans regia L.)
20. Juglans sigillata
21. Juglans soratensis
22. Juglans steyermarkii
23. Juglans venezuelensis

Рід не представлений у складі автохтонної флори України, однак інтродуковані чи культивуються такі види: Juglans ailanthifolia, горіх сірий (Juglans cinerea), горіх маньчжурський (Juglans mandshurica), горіх чорний (Juglans nigra), горіх волоський (Juglans regia).